# Mi Plan (пісня)
«Mi Plan» (укр. «Мій план») — сингл канадсько-португальської співачки Неллі Фуртаду з альбому «The Best of Nelly Furtado», який вона виконала з Алексом Кубою. Випущений 24 липня 2009 року лейблом Nelstar.

## Список композицій
Мексика — iTunes Digital download
1. «Mi Plan» (Nelly Furtado з Alex Cuba) — 4:04

## Історія виходу
| Регіон | Дата           | Лейбл   | Формат |
| ------ | -------------- | ------- | ------ |
| Світ   | 11 серпня 2009 | Nelstar | Промо  |